# Brescia Challenger 1983
Il Brescia Challenger 1983 è stato un torneo di tennis facente parte della categoria ATP Challenger Series nell'ambito dell'ATP Challenger Series 1983. Il torneo si è giocato a Brescia in Italia dal 13 al 19 giugno 1983 su campi in terra rossa.

## Vincitori

### Singolare
Roland Stadler ha battuto in finale  Víctor Pecci con il punteggio di 6–3, 6–1

### Doppio
Iván Camus /  Raúl Viver hanno battuto in finale  Dácio Campos /  Eduardo Oncins con il punteggio di 6–2, 5–7, 6–4